# Првенство Јужне Америке у фудбалу 1953.
Првенство Јужне Америке 1953.  је било двадесетдруго издање овог такмичења, сада познатог по имену Копа Америка. Првенство се играло у Перуу од 22. фебруара до 1. априла 1953. године. На првенству је учествовало седам екипа. Парагвај је освојио првенство први пут у својој историји. Друго место припало је Бразилу и треће Уругвај. Молина, репрезентативац Чилеа био је најбољи стрелац првенства са седам постигнутих голова.

## Учесници
На првенству Јужне Америке учествовало је седам репрезентација: домаћин Перу, затим Бразил, Еквадор, Чиле, Уругвај, Боливија и Парагвај. Аргентина и Колумбија су одустали од турнира. Бергеров систем је примењен, а првак је био тим који је прикупио највише бодова. 
1.  Перу

2.  Бразил

3.  Боливија

4.  Парагвај

5.  Уругвај

6.  Чиле

7.  Еквадор

## Град домаћин и стадион
| Лима              | Лима |
| ----------------- | ---- |
| Насионал (Перу)   |      |
| Капацитет: 50.000 |      |
|                   |      |

## Табела
| Репрезентација | И | Д | Н | И | ДГ | ПГ | ГР  | Бод. |
| -------------- | - | - | - | - | -- | -- | --- | ---- |
| Бразил         | 6 | 4 | 0 | 2 | 15 | 6  | +9  | 8    |
| Парагвај       | 6 | 3 | 2 | 1 | 11 | 6  | +5  | 8    |
| Уругвај        | 6 | 3 | 1 | 2 | 15 | 6  | +9  | 7    |
| Чиле           | 6 | 3 | 1 | 2 | 10 | 10 | 0   | 7    |
| Перу           | 6 | 3 | 1 | 2 | 4  | 6  | −2  | 7    |
| Боливија       | 6 | 1 | 1 | 4 | 6  | 15 | −9  | 3    |
| Еквадор        | 6 | 0 | 2 | 4 | 1  | 13 | −12 | 2    |

| Боливија   | 1–0 | Перу |
| ---------- | --- | ---- |
| Угарте 53’ |     |      |

| Парагвај                       | 3–0 | Чиле |
| ------------------------------ | --- | ---- |
| Фернандез 54’, 75’ · Берни 78’ |     |      |

| Уругвај                    | 2–0 | Боливија |
| -------------------------- | --- | -------- |
| Пуенте 11’ · К. Ромеро 88’ |     |          |

| Перу          | 1–0 | Еквадор |
| ------------- | --- | ------- |
| Г. Санчез 78’ |     |         |

| Бразил                                                            | 8–1 | Боливија          |
| ----------------------------------------------------------------- | --- | ----------------- |
| Жулињо 18’, 20’, 42’, 52’ · Ф. Родригес 25’, 44’ · Пинга 39’, 60’ |     | Угарте 73’ (пен.) |

| Чиле                | 3–2 | Уругвај                  |
| ------------------- | --- | ------------------------ |
| Молина 5’, 55’, 67’ |     | Морел 70’ · Балсеиро 81’ |

| Парагвај | 0–0 | Еквадор |
| -------- | --- | ------- |
|          |     |         |

| Чиле | 0–0 | Перу |
| ---- | --- | ---- |
|      |     |      |

| Боливија  | 1–1 | Еквадор   |
| --------- | --- | --------- |
| Алкон 25’ |     | Гузман 6’ |

| Перу                     | 2–2 | Парагвај                  |
| ------------------------ | --- | ------------------------- |
| Г. Санчез 47’ · Тери 53’ |     | Фернандез 36’ · Берни 77’ |

| Парагвај                | 2–2 | Уругвај           |
| ----------------------- | --- | ----------------- |
| А. Лопез 5’ · Берни 52’ |     | Балсерио 36’, 55’ |

| Бразил                   | 2–0 | Еквадор |
| ------------------------ | --- | ------- |
| Адемир 18’ · Клаудио 55’ |     |         |

| Бразил       | 1–0 | Уругвај |
| ------------ | --- | ------- |
| Ипожукан 87’ |     |         |

| Парагвај                  | 2–1 | Боливија         |
| ------------------------- | --- | ---------------- |
| А. Ромеро 17’ · Берни 22’ |     | Рамон Сантос 76’ |

| Чиле                           | 3–0 | Еквадор |
| ------------------------------ | --- | ------- |
| Молина 33’, 47’ · Кремасчи 70’ |     |         |

| Перу         | 1–0 | Бразил |
| ------------ | --- | ------ |
| Наварете 51’ |     |        |

| Бразил                                | 3–2 | Чиле            |
| ------------------------------------- | --- | --------------- |
| Жулињо 1’ · Зизињо 53’ · Балтазар 70’ |     | Молина 62’, 76’ |

| Уругвај                                                                         | 6–0 | Еквадор |
| ------------------------------------------------------------------------------- | --- | ------- |
| Мендез 12’ · Пуенте 51’ · Палаез 58’ · Морел 60’ · К. Ромеро 86’ · Балсеиро 88’ |     |         |

| Парагвај                | 2–1 | Бразил        |
| ----------------------- | --- | ------------- |
| А. Лопез 49’ · Леон 89’ |     | Н. Сантос 12’ |

| Чиле                          | 2–2 | Боливија                  |
| ----------------------------- | --- | ------------------------- |
| Мелендез 28’ · Д. Кармона 52’ |     | Р. Сантос 15’ · Алкон 49’ |

| Уругвај                         | 3–0 | Перу |
| ------------------------------- | --- | ---- |
| Пелаез 23’, 67’ · К. Ромеро 71’ |     |      |

### Плеј оф
| Парагвај                                   | 3–2 | Бразил            |
| ------------------------------------------ | --- | ----------------- |
| А. Лопез 14’ · Гавилан 17’ · Фернандез 41’ |     | Балтазар 56’, 65’ |

## Листа стрелаца
7 голова
- Молина

5 голова
- Жулињо

4 гола
| - Берни | - Фернандез | - Балсеиро |

3 гола
| - Балтазар - А. Лопез | - К. Ромеро - Пелаез |  |

2 гола
| - Алкон - Р. Сантос - Угарте | - Пинга - Ф. Родригес - Г. Санчез | - Морел - Пуенте |

1 гол
| - Адемир - Клаудио - Ипожукан - Нилтон Сантос - Зизињо | - Кремасчи - Д. Кармона - Мелендез - Гузман - А. Ромеро | - Леон - Гавилан - Наварете - тери - Мендез |